# لي ميريديان عمان
فندق لي ميريديان عمَّان فندق يقع في وسط العاصمة الأردنية عمَّان وفي وسط مركز الأعمال التجارية والدبلوماسية في منطقة الشميساني. يمكن من الفندق الوصول بسهولة إلى قلعة عمَّان، والمسرح الروماني، والعديد من المولات ومراكز التسوق في المدينة. يقدم لو ميريديان مجموعة متنوعة من الأطعمة. مطاعم الفندق المتعددة وصالة كبيرة تقدم الأطعمة والمشروبات من جميع المطابخ العالمية.